# Kochira Katsushika-ku Kameari Kōen-mae Hashutsujo
Kochira Katsushika-ku Kameari Kōen Mae Hashutsujo (яп. こちら葛飾区亀有公園前派出所, укр. Це поліцейський відділок перед парком Камеарі в районі Кацусіка), часто скорочується до KochiKame (яп. こち亀) — японська комедійна серія манґи, написана та проілюстрована Осаму Акімото. Події відбуваються в сучасному поліцейському відділку в центрі Токіо і навколо нього, і розгортаються навколо пригод поліцейського середнього віку Канкіті Рьоцу.
Протягом 40 років, з вересня 1976 року по вересень 2016 року, серіал безперервно друкувався в журналі Weekly Shōnen Jump. Його 1960 розділів зібрано в 201 том, що робить його другою за кількістю томів манґи, поступаючись лише Golgo 13. Манґа була адаптована до аніме-телесеріалу, створеного Studio Gallop і транслюваного в Японії Fuji TV, трьох анімаційних фільмів, двох ігрових фільмів, кількох театральних постановок та телевізійного серіалу. Крім того, напередодні Олімпіади в Токіо та Паралімпіади 2020 року (у 2021 році) зняли коротке аніме з персонажами серіалу, щоб популяризувати паралімпійський вид спорту голбол.
Станом на 2016 рік тираж манґи перевищив 156,5 мільйона копій, що зробило її однією з найбільш продаваних серій манґи в історії. У 2005 році Kochikame отримав спеціальну нагороду суддів на 50-й премії Shogakukan Manga Award, а також 48-му премію Seiun за найкращий комікс у 2017 році.

## Сюжет
Сюжет KochiKame передбачає, що Канкіті Рьо-сан придумує схему заробітку грошей, винаходячи новий гаджет або використовуючи якусь примху, досягає великого успіху, звертається по допомогу до Накаґави, коли справи йдуть погано, і врешті-решт втрачає все, коли примха вичерпується або виходить з-під контролю. Хоча сюжети засновані на комедійних моментах, значна частина гумору походить від поєднання звичайних персонажів з тими, які є химерно недоречними; наприклад, Накаґава, який має багатство, та Ай Асато, яка є трансгендером. Що їх об'єднує, так це відсутність у кожного з них справжньої поліцейської роботи, що ніколи не пояснюється і взагалі не має сенсу. Накаґава та Рейко Акімото мають спеціальні дозволи (наприклад, на носіння особистого одягу замість уніформи на роботі) від штаб-квартири поліції завдяки своїм навичкам у лінгвістиці.
Сюжет послідовно розвивається в часі, і більшість головних героїв насправді не старіють, попри те, що серіал починається в 1970-х роках, а потім чітко переноситься в 2010-ті. Однак деякі персонажі старіють, як, наприклад, онук Бутяо, який у перших томах був немовлям, а зараз майже старшокласником. KochiKame має широку аудиторію, починаючи від хлопчиків-підлітків і закінчуючи службовцями середнього віку. Витівки Рьо-сан подобаються дітям, які можуть посміятися над старим блазнем, і чоловікам, які бояться, що самі стають старими блазнями, а також тому, що в манзі часто тонко висміюються останні модні тенденції. Історії, як правило, невинні за змістом, а те невелике насильство, що з'являється, є комічним, тоді як випадкові ризиковані сюжети включені суто для сміху, а не для того, щоб образити.
Для творця Осаму Акімото KochiKame — це вшанування робітничого класу та районів старого Токіо, і більшість розділів відкриваються детальною ілюстрацією на всю сторінку, що зображає вулицю Сітаматі (центр міста), як правило, зі старими дерев'яними будівлями та хлопчиками, що граються на вулицях.

## Медіа

### Манґа
Написана та проілюстрована Осаму Акімото, публікація Kochira Katsushika-ku Kameari Kōen Mae Hashutsujo почалася в журналі Weekly Shōnen Jump видавництва Shueisha 21 вересня 1976 року. Акімото дебютував під псевдонімом «Тацухіко Ямадоме», але змінив його на своє справжнє ім’я в 1978 році, коли манґа досягла свого 100-го розділу. Періодично глави збиралися в томи, перший випущений 9 липня 1977 року. Серіал завершилася 17 вересня 2016 року в 42-му випуску того року, присвяченому 40-ї річниці KochiKame. Того ж дня опубліковано 200-й том. Акімото створив нову главу KochiKame для 42-го випуску Weekly Shōnen Jump 16 вересня 2017 року. 18 липня 2021 року оголосили, що манґа отримає 201-й том, який вийшов 4 жовтня 2021 року. 46-сторінковий ван-шот опубліковано в Weekly Shōnen Jump 10 липня 2023 року, а ще один — 5 серпня 2024 року.

### Аніме
З моменту початку виходу KochiKame у 1976 році серіал рідко адаптували до аніме, швидше за все тому що він більше підходив для живої адаптації. Найближче, до чого вдалося наблизитися при адаптації в аніме, це або у вигляді реклами певних товарів, що продавалися в Японії, таких як іграшки та закуски ще в 1980 році, або 30-хвилинний анімаційний фільм виробництва Tatsunoko Production, створений Studio Pierrot на аніме-фестивалі Shonen Jump, організованому Shueisha у 1985 році. Він був випущений на домашньому відео компанією Shueisha під маркою Jump Video як приз для переможців конкурсу, що проходив у кількох випусках тижневика Shonen Jump до 20-ї річниці журналу у 1988 році. Однак до сьогодні в Інтернеті можна побачити лише невеликі кадри з фільму, оскільки фільм не вийшов у широкий прокат.
Телевізійна аніме-адаптація KochiKame нарешті почала транслюватися на Fuji Television 16 червня 1996 року. Створений Studio Gallop, він тривав вісім років і 382 епізоди до завершення 19 грудня 2004 року. Також створили два анімаційних театральних фільми, перший вийшов 23 грудня 1999 року, а другий — 20 грудня 2003 року.
18 вересня 2016 року спеціальна годинна програма від Studio Gallop вийшла в ефір на Fuji TV до 40-річчя манґи. Вона включає в себе кілька акторів, які повторюють свої ролі з попереднього серіалу.

### Ігровий фільм
KochiKame також адаптований у вигляді ігрового фільму, телевізійної драми та театральних постановок. Фільм вийшов на екрани в 1977 році. Телевізійний серіал почав транслюватися на TBS 1 серпня 2009 року. Другий фільм, знятий на основі цього телесеріалу, випустили в Японії 6 серпня 2011 року.

## KochiKameв реальному житті

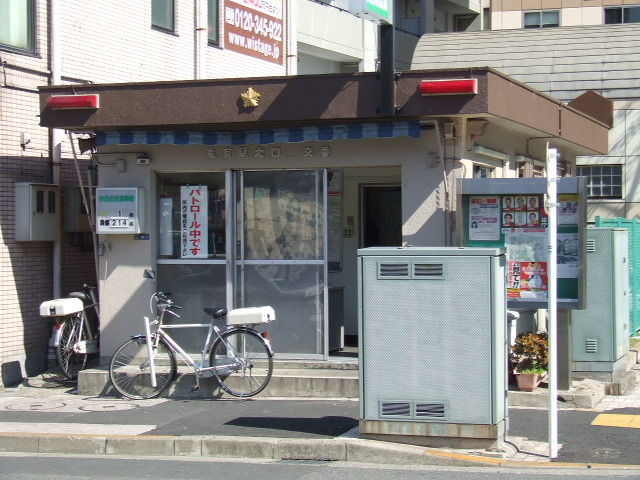
Справжній районний поліцейський відділок, на якому заснована манґа

Камеарі Коен — справжній парк у токійському кварталі Кацусіка. Поліцейська дільниця є вигаданою, але вона створена за зразком реальної, розташованої на північній стороні залізничної станції Камеарі. Манґа принесла значну популярність околицям і приваблює відвідувачів з усієї Японії.
У лютому 2006 року біля північних і південних воріт станції Камеарі встановили дві бронзові статуї Рьо-сан у натуральну величину. Зараз у цьому районі є стежка з 14 статуй.

## 30-та річниця
На відзначення 30-річчя серіалізації KochiKame проведено кілька спеціальних заходів. Окремі ван-шоти серії опублікували в тринадцяти різних журналах Shueisha в період з серпня по жовтень 2006 року.

## Сприйняття
Станом на 2016 рік продано понад 156,5 мільйона примірників Kochira Katsushika-ku Kameari Kōen-mae Hashutsujo; що робить її однією з найбільш продаваних серій манґи в історії. З 200 томами манґа утримувала рекорд Книги рекордів Гіннеса за «Більшість томів, опублікованих для однієї серії манґи» з вересня 2016 по липень 2021 року.
У листопаді 2014 року читачі журналу Da Vinci визнали KochiKame сьомою найкращою серією Weekly Shōnen Jump усіх часів. KochiKame отримав спеціальну нагороду журі на 50-й премії Shogakukan Manga Award у 2005 році. Акімото отримав спеціальний приз на 21-й культурній премії Тедзуки Осаму за манґу в 2017 році. KochiKame був нагороджений 48-ю премією Seiun за найкращий комікс у 2017 році. У опитуванні TV Asahi Manga Sōsenkyo 2021, у якому 150 000 людей проголосували за 100 найкращих серій манґи, KochiKame посів 35 місце.
У 2005 році аніме зайняло 36-е місце в списку 100 найкращих аніме за версією TV Asahi. Майк Тул з Anime News Network включив фільм Kochira Katsushika-ku Kameari Kōen-mae Hashutsujo the Movie під номер 56 у списку «Інші 100 найкращих аніме-фільмів усіх часів», списку «менш відомої та менш улюбленої класики». Він назвав його «KochiKame в найкращому вигляді, блискавичною комбінацією безглуздої комедії та солідних екшн-сцен», з одним із найсмішніших фальшивих фіналів в історії.